# Heavener
Heavener és una ciutat dels Estats Units a l'estat d'Oklahoma. Segons el cens del 2000 tenia 3.201 habitants.

## Demografia
Segons el cens del 2000, Heavener tenia 3.201 habitants, 1.113 habitatges, i 783 famílies. La densitat de població era de 251,2 habitants per km².
Dels 1.113 habitatges en un 34% hi vivien nens de menys de 18 anys, en un 51,7% hi vivien parelles casades, en un 12,3% dones solteres, i en un 29,6% no eren unitats familiars. En el 25,2% dels habitatges hi vivien persones soles el 14,3% de les quals corresponia a persones de 65 anys o més que vivien soles. El nombre mitjà de persones vivint en cada habitatge era de 2,81 i el nombre mitjà de persones que vivien en cada família era de 3,27.
Per edats la població es repartia de la següent manera: un 26,3% tenia menys de 18 anys, un 14,9% entre 18 i 24, un 26,2% entre 25 i 44, un 17,2% de 45 a 60 i un 15,4% 65 anys o més.
L'edat mediana era de 31 anys. Per cada 100 dones de 18 o més anys hi havia 97 homes.
La renda mediana per habitatge era de 23.750 $ i la renda mediana per família de 28.654 $. Els homes tenien una renda mediana de 19.848 $ mentre que les dones 18.487 $. La renda per capita de la població era d'11.313 $. Entorn del 23,6% de les famílies i el 26,3% de la població estaven per davall del llindar de pobresa.

## Poblacions més properes
El següent diagrama mostra les poblacions més properes.